# 野瀬
野瀬（のせ）は、兵庫県相生市の大字。郵便番号678-0044。

## 地理
相生市東南部に位置し、西部が相生湾に面している。海抜10数mながら周りは標高250m以上の山に囲まれている農業地域である。御津山脈の最高峰の雄鷹台山がや相生市南部で最も高い野瀬奥山がある。
亀ノ尾川に沿った野瀬から現在のたつの市揖保川町馬場の間は街道であったが、馬場にダイセルの工場が建設されて通行不可となった。

## 歴史
江戸時代には当時の貿易のために讃岐国の飛び地領土となっていた。
- 1889年4月1日 - 町村制に伴い、赤穂郡相生村および揖西郡野瀬村の区域をもって赤穂郡相生村が発足。相生村の大字となる。
- 1913年1月1日 - 相生村が町制施行し、赤穂郡相生町野瀬となる。
- 1942年10月1日 - 相生町が市制施行し、相生市野瀬となる。

## 学区
市立小・中学校や県内の公立高校に通う場合、学区は以下の通りとなる。
なお近接する岡山県の公立高校への進学は全国募集枠を利用するしかない。
| 番・番地等 | 小学校             | 中学校             | 高等学校        |
| ---------- | ------------------ | ------------------ | --------------- |
| 全域       | 相生市立相生小学校 | 相生市立那波中学校 | 第4（西播）学区 |

## 交通

### 鉄道
域内に鉄道は通っていない。最寄り駅は相生駅もしくは西相生駅。

### バス
- ウエスト神姫 - 2021年現在、50系統・56系統の「野瀬」および「野瀬西口」バス停が利用可能で、一部の便を除き相生駅と直通している[3]。

### 道路
- 国道250号

## 施設
- 相生学院高等学校 相生本校 - 2007年に相生市立那波中学校に統合された相生市立相生中学校の校舎を利用している[4]。